# Voyage (cantante)
Voyage (in serbo Војаж?, Vojaž), pseudonimo di Mihajlo Veruović (in serbo Михајло Веруoвић?; Belgrado, 15 settembre 2001), è un cantante, rapper e attore serbo.

## Biografia
Si è diplomato nel liceo "Mihailo Petrović Alas" di Belgrado, il suo nome artistico fa riferimento al trasferimento che fece da bambino con la famiglia in Francia.
Ha intrapreso la sua carriera musicale nel 2019, mettendo in commercio l'album in studio Porok i greh, in collaborazione con Andre. Si è fatto conoscere a livello nazionale dopo aver inciso con Breskvica il singolo Vrati me, che alla Music Awards Ceremony 2020, tenutasi presso la Štark Arena, ha trionfato nella categoria YouTube zvezda.
Nel 2021 ha conseguito la sua prima entrata nella Ö3 Austria Top 40 con Pleši e la sua prima numero uno nella classifica greca per mezzo della hit Bounce, realizzata con Snik e certificata oro con oltre 10 000 unità di vendita dal gruppo greco della International Federation of the Phonographic Industry. Il pezzo è stato eseguito in occasione del MAD Video Music Award, il principale riconoscimento musicale greco. Ad ottobre del medesimo anno è stato presentato il disco Voyage: Music Week, contenente i brani con cui l'artista si è esibito al festival Music Week, svoltosi nella capitale serba.
Detinjstvo, uscito nel marzo 2022, è divenuto il suo primo ingresso in top ten nella Croatia Songs; la sua prima numero uno nella classifica è stata Gad, una collaborazione con Nucci, posizione mantenuta per cinque settimane consecutive. La stessa è stata spodestata da Tango, il suo primo brano da solista a piazzarsi in vetta alla hit parade per due settimane di fila. I due brani hanno rispettivamente vinto il riconoscimento alla collaborazione urban e quello alla canzone virale alla Music Awards Ceremony annuale. Sempre nello stesso anno Voyage ha pubblicato due singoli ulteriori che hanno replicato il successo dei brani precedenti: il primo è stato London, una collaborazione registrata assieme a Elena, che è rimasta al vertice della Croatia Songs per tre settimane consecutive, e il secondo è stato La la la, che ha mantenuto il controllo della suddetta graduatoria per due settimane nel gennaio 2023.
Il secondo LP, intitolato Guns n Roses e uscito nel giugno 2024, contiene la collaborazione Muškarčina, tredicesima entrata in top ten del cantante nella Croatia Songs.

## Discografia

### Album in studio
- 2019 – Porok i greh (con Andre)
- 2024 – Guns n Roses

### Album dal vivo
- 2021 – Voyage: Music Week
- 2022 – Nucci & Voyage: Music Week (con Nucci)
- 2023 – Nucci & Voyage: Belgrade Music Week 2023 (con Nucci)

### Singoli
- 2019 – Sećanja (con Henny)
- 2019 – Trebala (feat. Mimamih)
- 2019 – Vrati me (con Breskvica)
- 2019 – Budi tu (con Breskvica)
- 2020 – C'est la vie (con Breskvica)
- 2020 – Dam (con Breskvica)
- 2020 – Bezimena (con Breskvica)
- 2020 – Pancir (con Breskvica feat. Tanja Savić)
- 2020 – Andjele (con Breskvica)
- 2021 – Beli grad (con Breskvica)
- 2021 – Pleši (con J Fado)
- 2021 – Kartel
- 2021 – Bounce (con Snik)
- 2021 – Aman (con Rasta)
- 2021 – Balkan (con Nucci)
- 2021 – Euforija
- 2021 – Uloge
- 2022 – Detinjstvo
- 2022 – Gad (con Nucci)
- 2022 – Tango
- 2022 – London (con Elena)
- 2022 – Pismo (con Darko Lazić e Rasta)
- 2022 – La la la
- 2023 – Bella Hadid (con Nucci)
- 2023 – Mafia (con Devito)
- 2023 – Blue Racks (con Pajel)
- 2023 – Svrati
- 2023 – Block Life (con Mero)
- 2023 – Periferija (con Nucci)
- 2024 – OAED Remix (con Snik, Ivan Greko e Toquel)
- 2024 – Amsterdam (con Biba)
- 2024 – VVS (con Baka Prase)
- 2025 – Divlja (con Teodora)
- 2025 – Od vina
- 2025 – Tajne u ogledalu
- 2025 – Djavole (con Edita)

## Filmografia

### Cinema
- Komedija na tri sprata, regia di Sandra Mitrović – Ogi (2022)

### Televisione
- U klinču – serie TV, 45 episodi (2022-2024) – Aljoša Kovač